# مار ماما
مار ماما هي إحدى القرى اللبنانية من قرى قضاء البترون في محافظة الشمال.